# Les Serpents (roman)
Pour les articles homonymes, voir Les Serpents.
Les Serpents est un roman de Pierre Bourgeade paru en janvier 1983 aux éditions Gallimard.

## Historique
Le roman est en lice pour le prix Goncourt 1983, mais n'obtient que deux voix au deuxième tour de scrutin contre sept aux Égarés de Frédérick Tristan.

## Résumé
Récit dépouillé, expérience cruelle d'un jeune homme appelé à combattre en Algérie, qui se borne à relater les faits, sans jamais les commenter. Mais l'horreur est là, à chaque page, du côté de l'allié comme du côté de l'ennemi. L'amitié engendre la folie ; la fidélité, la torture. Jusqu'où peut aller la trahison ? Jusqu'où la pitié ? Le roman de Bourgeade nous entraîne vers des dilemmes quasi insolubles, dans un réel précis, écrasé de lumière, de carnages, de compassion.

## Réception critique
Pour Jacques-Pierre Amette : « Peut-être le plus beau livre écrit sur la guerre d’Algérie ». Sélectionné pour le prix Goncourt 1983, il a obtenu le prix Mottart de l’Académie française 1983.

## Éditions
- Éditions Gallimard, coll. « Le Chemin », 1983  (ISBN 2-07-025184-5).
- Éditions Gallimard, coll. « Folio » no 1704, 1986,  (ISBN 2-07-037704-0).